# Ktyr callarus
Ktyr callarus là một loài ruồi trong họ Asilidae. Ktyr callarus được Lehr miêu tả năm 1981. Loài này phân bố ở vùng Cổ Bắc giới.